# 沃格爾
沃格爾（德語：Wörgl，德語發音：[ˈvœrɡəl]）是奧地利蒂罗尔州的一个市镇，隶属于庫夫施泰因縣，距離州府因斯布魯克約55公里。该市镇总面积19.74平方千米，截至2018年1月1日总人口为13,811人。

## 外部連結
- Wörgl's attempt in the 1930s to establish a local currency （页面存档备份，存于）
- Wörgl Gigapixel Panorama (11.000 Megapixel) （页面存档备份，存于）
- Community Currency Online Magazine （页面存档备份，存于）
- Website of the Wörgl Tourist Board （页面存档备份，存于）